# Presencia de mercurio en quirópteros
El envenenamiento por mercurio de los murciélagos es evidente. Es conocido que la contaminación puede inducir un aumento en la mortalidad de los vectores de infecciones, que en el caso de la contaminación por mercurio incluye también la pérdida del "hábitat" (por ejemplo, la anemia del hospedador) para el agente infeccioso en los murciélagos. Estas son explicaciones verosímiles que se sugieren como posibles causas de un menor riesgo general de infección en los murciélagos neotropicales con alto nivel de mercurio, incluso a pesar de su menor defensa innata.  Los contaminantes pueden aumentar el riesgo de infección en algunos taxones de murciélagos, pero no en otros, por lo que la vigilancia y gestión de los murciélagos a diferentes escalas filogenéticas es un factor clave para desentrañar las interacciones entre el mercurio, la inmunidad y la infección en las comunidades de murciélagos neotropicales.